# Adolf Hitler als Namensgeber von Straßen und Plätzen

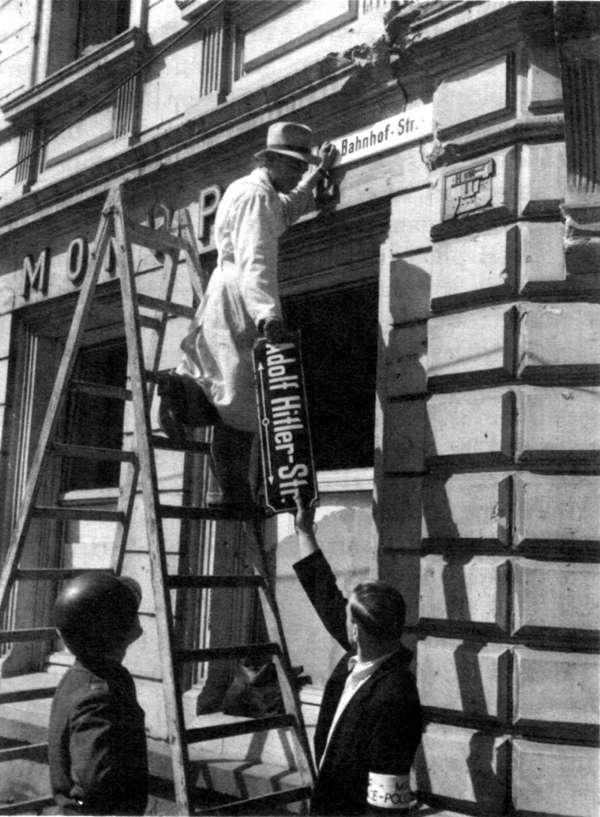
Abnahme eines Straßenschilds in Trier am 12. Mai 1945 unmittelbar nach Kriegsende

Adolf Hitler war während der Zeit des Nationalsozialismus ein häufiger Namensgeber von Straßen und Plätzen im Gebiet des damaligen Deutschen Reichs sowie in besetzten Gebieten.
Es gab eine Verordnung des Reichsinnenministeriums über die „Grundsätze für die Straßenbenennungen“ vom Juli 1933, nach welcher in jeder Stadt die wichtigste Straße oder der zentrale Platz nach Adolf Hitler zu benennen war. Eine Benennung erfolgte mitunter auch vor dem Hintergrund einer Ehrenbürgerschaft Hitlers in der betreffenden Stadt.
Die Umbenennungen von Straßen und Plätzen waren Teil des Personenkultes um Hitler und dienten der Propaganda und Machtdemonstration. Darüber hinaus wurden viele Straßen und Plätze in der Zeit des Nationalsozialismus systematisch im Sinne des Regimes umbenannt, indem Namen, die mit Regimekritik oder etwa der Weimarer Republik verbunden waren, systematisch getilgt wurden.
Nach 1945 wurden alle Straßen und Plätze mit Adolf Hitler als Namensgeber im Rahmen der Entnazifizierung umbenannt.

## Adolf-Hitler-Straßen
Im Folgenden eine Auswahl von Straßen, die ehemals Adolf-Hitler-Straße oder Adolf-Hitler-Allee hießen, ggf. mit Angabe der heutigen Benennung:
- Aachen: Nordstraße
- Ahaus: Bahnhofstraße[3]
- Ahlen: Lütkeweg (1933–1938), Oststraße, Weststraße (1938–1945)[4]
- Ahrensburg: Große Straße
- Alsweiler: Dorfstraße[5]
- Altenkirchen: Kumpstraße
- Andernach: Aktienstraße[6]
- Amberg: Untere Nabburger Straße[7]
- Ahrenshoop: Dorfstraße[8]
- Aschaffenburg: Frohsinnstraße
- Bad Ems: Lahnstraße[1]
- Bad Doberan: Dammchaussee[9]
- Bad Harzburg (Harlingerode): Meinigstraße[10]
- Bad Homburg: Die Tannenwaldallee zwischen Landgrafenschloss und Gotischem Haus wurde am 30. Mai 1933 in Adolf-Hitler-Allee umbenannt[11]
- Dornholzhausen: Hauptstraße[12]
- Bad Kösen: ehemalige Lindenstraße[13]
- Bad Köstritz[14]
- Bad Schmiedeberg[15]
- Bannewitz: Winckelmannstraße
- Bamberg: Lange Straße („Langgass“)[16]
- Bargteheide: Theodor-Storm-Straße[17]
- Bayreuth: Bürgerreuther Straße
- Beckum: Alleestraße (B 61/B 475)
- Bensheim: Darmstädter Straße (B 3)[18]
- Berchtesgaden: Maximilianstraße[19]
- Berg (Pfalz): Bruchbergstraße[20]
- Bestensee: Hauptstraße (B 246)[21]
- Bietigheim-Bissingen:
  - Bietigheim: Hauptstraße
  - Metterzimmern: Mozartstraße, Rathausstraße
- Bocholt: Ebertstraße[22]
- Bonn:[23]
  - Holzlar: Hauptstraße
  - Lessenich: Roncallistraße
  - Oberkassel: Adrianstraße
- Brandenburg an der Havel: Sankt-Annen-Straße
- Bratislava: Masarykova, heute Zadunajská cesta[24]
- Breslau: Friedrich-Ebert-Straße, heute Adama Mickiewicza
- Brilon: Gartenstraße[25]
- Bromberg: Danziger Straße, heute Ulica Gdańska
- Bruchhausen: Landstraße (bis 10. April 1945, später zeitweise Teil der B 3)
- Bünde: Bahnhofstraße[26]
- Bürstadt: Mainstraße[27]
- Bützow: Langestraße[28]
- Castrop-Rauxel: Lange Straße
- Coesfeld: [29]
  - Gartenstraße 1933
  - Letterstraße, Schüppenstraße und Dülmener Straße 1936
- Danzig-Langfuhr: Hauptstraße, heute Aleja Grunwaldzka
- Delbrück: Lange Straße[30]
- Dinslaken: Friedrich-Ebert-Straße
- Dippoldiswalde: Dr.-Friedrich-Straße[31]
- Dortmund: Adolf-Hitler-Allee – vor 1933 Kaiser-Wilhelm-Allee/Rathenauallee, seit 1945 Hainallee[32]
- Duderstadt: Jüdenstraße
- Dachau: Frühlingstraße
- Dülmen: Marktstraße[33]
- Düren: Josef-Schregel-Straße
- Düsseldorf: Haroldstraße
- Duisburg: Friedrich-Ebert-Straße (Beeck)
- Ebersbach an der Fils: Friedrich-Ebert-Straße[34]
- Eberswalde: heute Zum Samithsee
- Emden: Auricher Straße
- Emsdetten: Emsstraße
- Eppingen: Brettener Straße
- Erfurt: Bahnhofstraße
- Erlangen: Hauptstraße
- Erzhausen: Hauptstraße
- Esens: Sibet-Attena-Straße
- Essen: Kettwiger Straße; Viehofer Straße
- Euskirchen: Hochstraße
- Fallersleben: Bahnhofstraße
- Flieden: Hauptstraße[35]
- Finsterwalde: Berliner Straße
- Freiburg: Straßenzug Zähringerstraße, Kaiserstraße, Günterstalstraße
- Freising: Obere Hauptstraße

- Freital (Sachsen):[36]
  - Weißig: Hauptstraße 1939
  - Pesterwitz: Niedere Straße 1938
  - Wurgwitz: Oberstraße 1943

- Fürstenberg (Oder): Bahnhofstraße (zwischen 1933 und 1945). Zwischen 1952 und 1961 Stalinallee.[37]
- Fürth: Königswarterstraße[38]
- Gifhorn: Steinweg
- Gelnhausen: Berliner Straße[39]
- Gelsenkirchen: Hauptstraße (vor 1933: Hochstraße)[40]
- Gengenbach: Hauptstraße[41]
- Gotenhafen: Świętojańska
- Göggingen: Augsburger Straße (seit Eingemeindung 1972 Gögginger Straße)[42]
- Görlitz: Berliner Straße
- Graal-Müritz: Kurstraße[43]
- Graz: der Mittelteil der Kärntner Straße
- Greifswald:
  - Rudolf-Petershagen-Allee 1939–1945[44]
  - Franz-Mehring-Straße 1933–1939
- Groitzsch: Friedrich-Ebert Straße
- Gründau, Ortsteil Niedergründau: Von 1936 bis 1945 Adolf-Hitler-Allee, seit 1945 Mittel-Gründauer Straße.
- Güstrow: Eisenbahnstr.[45]
- Gütersloh: Parkstraße
- Hagen: Am Hauptbahnhof (vor 1933: Kölner Straße, 1945 bis 1960: Ebertstraße, 1960 Übernahme der Funktion als B7 und als Hauptstraße durch den Graf-von-Galen-Ring, Teilabriss der Straße und Umbenennung in aktuellen Namen.)
- Halle (Westf.): Lange Straße[46]
- Hamburg: Bebelallee[47]
  - Stadtteil Wilhelmsburg: Wilhelmsburger Reichsstraße
  - Stadtteil Farmsen-Berne: Berner Heerweg
- Hameln: Adolf-Hitler-Allee (heute Deisterallee)
- Hanau: Hochstädter Landstraße (Teil), nach 1945 teilweise Gustav-Hoch-Straße umbenannt.[48][49]
- Hamm: Weststraße
- Hannover: Bahnhofstraße
- Heidenheim an der Brenz:
  - Innenstadt: Hauptstraße (vom 4. Mai 1933 bis Dezember 1945)
  - Mergelstetten: Hauptstraße (bis Dezember 1945)
  - Aufhausen: Hauptstraße (bis Dezember 1945)
- Heilbronn: Adolf-Hitler-Allee (heute Allee)
- Hemsbach: Goethestraße[50]
- Hemer: Hauptstraße
- Hildesheim: Bahnhofsallee[51]
- Hennef (Sieg): Frankfurter Straße[52]
- Herzberg am Harz: zuvor Lange Straße, heute Hauptstraße und Marktplatz
- Hofgeismar: Bahnhofstraße
- Hohegeiß
- Hohensachsen: Kaiserstraße[53]
- Holzminden: Neue Straße
- Hörstein: Hauptstraße
- Hüffenhardt: Hauptstraße
- Idar-Oberstein: Hauptstraße
- Ilmenau: Straße des Friedens
- Jena: Straßenzug Am Anger, Saalbahnhofstraße
- Jülich: Große Rurstraße
- Kaarst: Neusser Straße[54]
  - Büttgen: Driescher Straße
- Kaiserslautern: Eisenbahnstraße
- Kattowitz: Zygmunta Waltera-Jankego[55]
- Karlsruhe:[56]
  - Durlach: Pfinztalstraße
  - Grötzingen: Eugen-Kleiber-Straße
  - Hagsfeld: Schwetzinger Straße (von 1933 bis zur Eingemeindung 1938)
  - Knielingen: Neufeldstraße
  - Palmbach: Talstraße
- Kempen: Am Gymnasium
- Kiedrich: Rosenstraße
- Kirchheim unter Teck: Alleenstraße[57]
- Kitzingen: Friedrich-Ebert-Straße[58]
- Klagenfurt:
  - Annabichl: Schönhofstraße
  - St. Peter: verlief von der Völkermarkter Straße zur ehemaligen Ebentaler Allee (jetzt Ebentaler Straße)
- Klotzsche (inzwischen nach Dresden eingemeindet): Boltenhagener Straße[59]
- Klütz: lübische (Lübecker) Straße, heute Rudolf-Breitscheid-Straße[60]
- Köthen (Anhalt): Weintraubenstraße, 1947–1990 Ernst-Thälmann-Straße[61]
- Krefeld: Rheinstraße
- Kronach: Amtsgerichtsstraße[62]
- Ladenburg: Bahnhofstraße[63]
- Langenfeld (Rheinland): Hauptstraße (benannt 1933)
- Landsberg an der Warthe[64](Gorzów Wielkopolski): Kosynierów Gdyńskich
- Langenau (bei Ulm) heute Langestraße
- Langeoog: Hauptstraße
- Leipzig: vor Umbenennung Zeitzer Straße und Südstraße, seit 1945 Karl-Liebknecht-Straße
- Leverkusen:[65]
- Lichtenfels (Oberfranken):
  - Kronacher Straße
  - Opladen: Otto-Wels-Straße (nur von 1933 bis 1935, davor: Friedrich-Ebert-Straße)
  - Opladen: Kaiserstraße
  - Wiesdorf/Manfort: Rathenaustraße
- Lippstadt: Lange Straße
- Litzmannstadt: Piotrkowska
- Lochau (heute Gemeinde Schkopau): Hauptstraße (als Adolf-Hitlerstraße)[66]
- Lübbecke: Weingartenstraße
- Lüneburg: Lindenstraße (vom 8. April 1933 bis 20. Juni 1945 Adolf-Hitler-Straße)[67]
- Lutherstadt Wittenberg: Sternstraße (1945 bis 1990 Ernst-Thälmann-Straße)
- Luxemburg: Avenue de la Liberté[68][69]
- Memel: Alexanderstraße, heute Liepų gatvė[70]
- Marpingen: Träp, heute Marienstraße[71]
- Merkendorf: Hauptstraße
- Mönchengladbach: Richard-Wagner-Straße (Adolf-Hitler-Allee)[72]
- München:
  - Allach: Vesaliusstraße
  - Aubing: Limesstraße
  - Lochhausen: Schussenrieder Straße
  - Obermenzing: Verdistraße
  - Solln: Adolf-Hitler-Allee im Stadtteil Solln, vor 1938 war Solln noch nicht Teil von München und die Straße hieß Lindenallee, 1945 umbenannt in Diefenbachstraße.[73]
  - Untermenzing: Eversbuschstraße
- Münster:
  - Bahnhofstraße[74]
  - Wolbeck: Steintor
- Nagold: Bahnhofstraße
- Naumburg (Saale): Flemminger Weg[75]
- Neckarhausen: Friedrich-Ebert-Straße[76]
- Nußloch: Sinsheimer Straße
- Neubrandenburg: Stargarder Straße
- Neumünster: Großflecken
- Neunkirchen: Bahnhofstraße
- Neuss: Krefelder Straße[77]
- Neustrelitz: Strelitzer Straße
- Norden: Osterstraße
- Oberndorf am Neckar: Hauptstraße
- Oberursel: Adenauerallee[78]
- Öhringen: Bahnhofstraße
- Oranienburg (Adolf-Hitler-Damm): Bernauer Straße[79]
- Osnabrück: Bramstraße
- Osterburg (Altmark): Breite Straße
- Parchim: Langestraße und Lindenstraße
- Penzberg: Bahnhofstraße
- Pirna: Gartenstraße
- Plauen: Friedensstraße
- Potsdam: Adolf-Hitler-Allee (heute Allee nach Glienicke)
- Quickborn: Harksheider Weg[80]
- Radeberg: Badstraße[81] ursprünglicher Name, danach Adolf-Hitler-Straße, Ernst-Thälmann-Straße, seit 1990 wieder Badstraße
- Raguhn-Jeßnitz[82]
- Remscheid: Alleestraße
- Rhede: Bahnhofstraße
- Rheinhausen (Niederrhein): Walther-Rathenau-Straße
- Ribnitz-Damgarten: Damgartener Chaussee[83]
- Rom: Via Adolf Hitler, heute Viale delle Cave Ardeatine
- Rosenheim: Innstraße
- Rostock: Kopernikusstraße
- Rotenburg (Wümme): Große Straße
- Rottweil: Hauptstraße
- Rüdersdorf bei Berlin: heute unterteilt in Bergstraße (alter Name vor 1933), Straße der Jugend, Hans-Striegelski-Straße
- Saarbrücken: Bahnhofstraße
- Saarlouis: Straßenzug Deutsche Straße, Französische Straße, Lisdorfer Straße
- Sangerhausen: Rudolf-Breitscheid-Straße[84]
- Schnaittenbach: Hauptstraße[85]
- Schöneiche bei Berlin: (Ernst-Thälmann-Straße) Brandenburgische Straße
- Schönwalde-Glien: (Straße des Westens) Straße der Jugend
- Schramberg: Hauptstraße
- Schwarzenbek: Adolf-Hitler-Allee (heute Jungfernstieg)[86]
- Schwerin: Rostocker Straße, heute Goethestraße
- Seligenstadt: Bahnhofstraße[87]
- Selm: Ludgeristraße
- Siegen: Sandstraße[88]
- Siegenburg: Herrenstraße[89]
- Sinsheim: Hauptstraße[90]
- Sofia: Evlogi-und-Hristo-Georgievi-Boulevard[91]

- Sommerach: Maintorstraße
- Spaichingen: Gartenstraße[92]
- Speyer: Am Wasserturm
- Stadtroda: Straße des Friedens
- Stendal: Breite Straße[93]
- Stettin (Szczecin)[94]:
  - Ulica Dębogórska
  - Ulica Pokoju
  - Ulica Budziszyńska
  - Ulica Bałtycka
  - Ulica Batalionów Chłopskich
- Stolberg (Rhld.): Steinweg
- Strasburg: Bahnhofstraße
- Stuttgart: Planie
- Tangermünde: Lange Straße[95]
- Talheim: Hauptstraße (benannt am 20. April 1934)
- Tarnowskie Góry: ul. Parkowa (Parkstraße), heute ul. Stanisława Wyspiańskiego
- Thannhausen (Landkreis Günzburg): Edmund-Zimmermann-Straße
- Tichau (poln. Tychy): ul. Damrota, Ulica Adolfa Hitlera w Tychach (obecnie ul. Damrota). Pocztówka z ok. 1940 r. Zbiory MMTy. tychy.pl, abgerufen am 28. September 2024.
- Traunstein: Rosenheimer Straße[96]
- Trier: Nordallee (westlicher Teil) und Bahnhofstraße, heute Theodor-Heuss-Allee und Bahnhofstraße
- Troisdorf: Poststraße
- Tübingen:
  - Zentrum: Mühlstraße
  - Derendingen: Heinlenstraße (davor Steinlachstraße)
  - Lustnau: Dorfackerstraße
- Uelzen: Veerßer Straße
- Ulm: Promenade zwischen Zinglerstraße und Bahnhof (benannt am 21. März 1933), ab 1937 Teil der Adolf-Hitler-Straße, heute Friedrich-Ebert-Straße; Adolf-Hitler-Ring umfasste die Olgastraße und die Friedrichsaustraße.
- Unna: Bahnhofstraße.
- Urexweiler: Hauptstraße, vorderer Teil[97]
- Varel: Obernstraße
- Vilbel: Frankfurter Straße
- Veitshöchheim Kirchstraße[98]
- Voerde: Frankfurter Straße[99]
- Viernheim: Rathausstraße[100]
- Vlotho: Lange Straße[101]
- Völklingen: Poststraße
- Walsum (heute Duisburg-Walsum): Friedrich-Ebert-Straße
- Wanne-Eickel: Stöckstraße[102]
- Warstein: Hauptstraße[103][104][105]
- Weiden in der Oberpfalz: Innere Regensburger Straße
- Weimar: Karl-Liebknecht-Straße
- Weinheim: Nördliche Hauptstraße[106]
- Weißenfels: Jüdenstraße[107]
- Wertheim: Poststraße
- Wien-Siebenhirten: Ketzergasse
- Wismar: Dr.-Leber-Straße
- Wittenberge: Bahnstraße[108]
- Wuppertal: Friedrich-Engels-Allee
- Würzburg: Theaterstraße
- Wunstorf: Südstraße
- Zerbst: Bahnhofstraße (heute Fritz-Brandt-Straße)[109]
- Zoppot: Aleja Niepodległości
- Zwickau:[110]
  - Dr.-Friedrichs-Ring (damals: Adolf-Hitler-Ring)
  - Ernst-Thälmann-Straße
  - Lindenstraße
  - August-Schlosser-Straße (Teilstück der heutigen Straße)

## Adolf-Hitler-Plätze

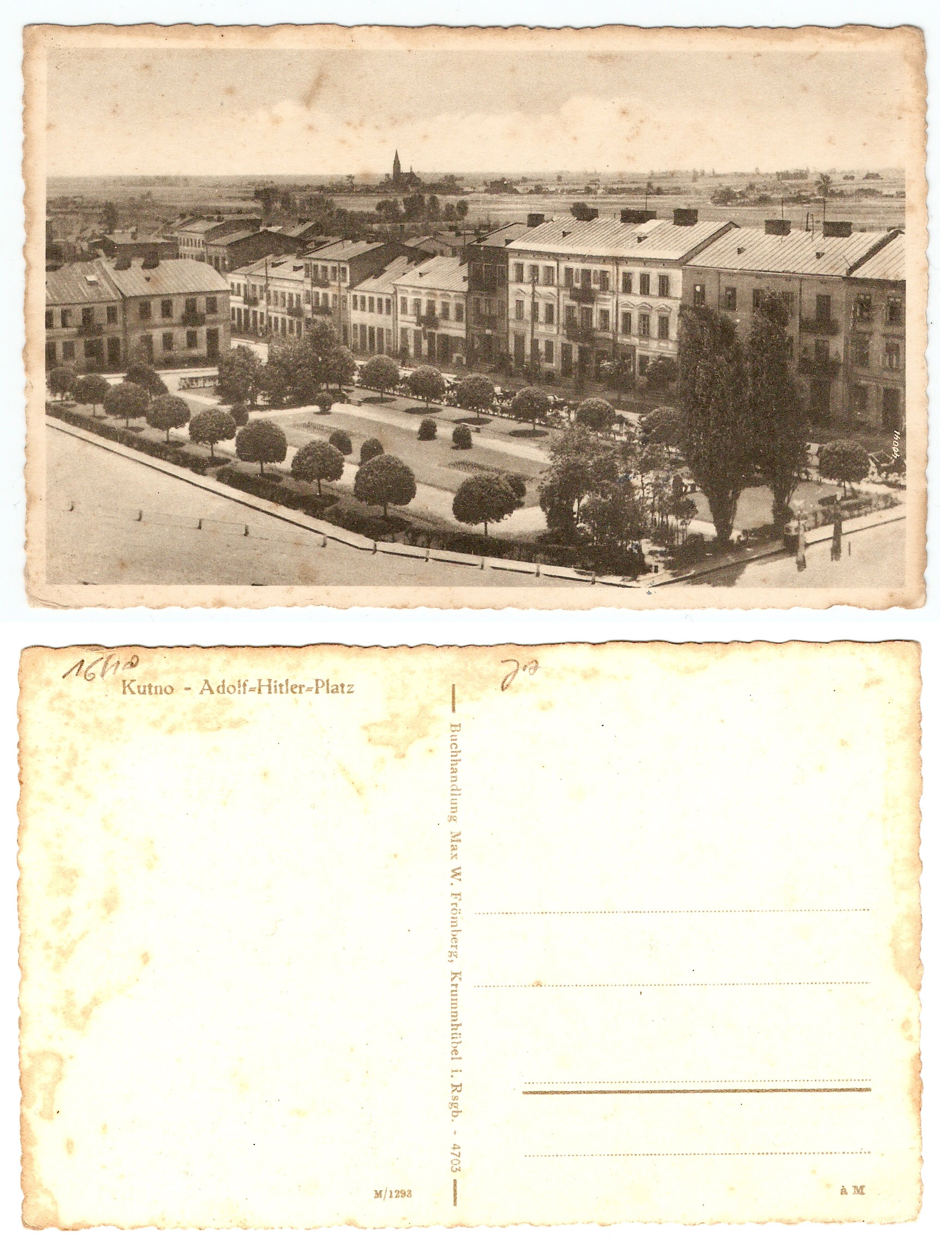
Postkarte des Adolf-Hitler-Platzes in Kutno, Polen

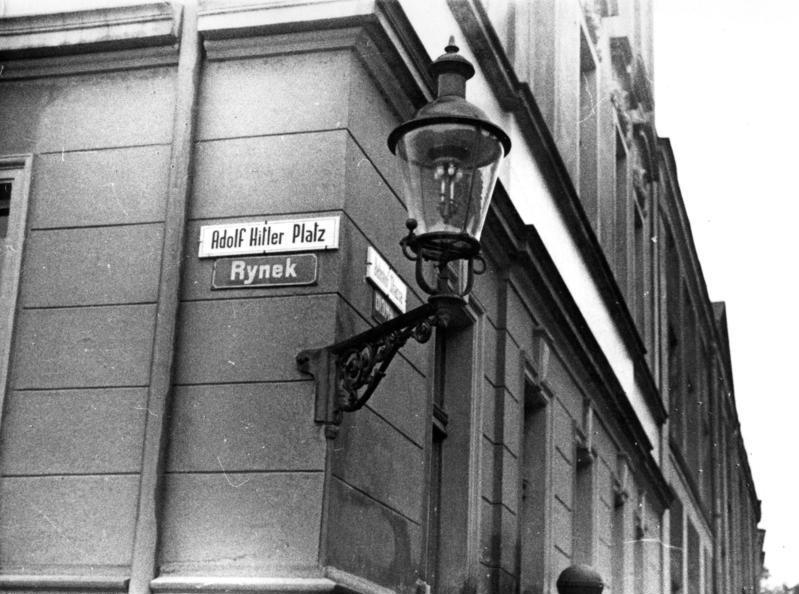
Anbringung deutscher Straßenschilder, beispielsweise „Adolf Hitler Platz“, im damaligen Jarotschin (heute Jarocin), Polen

Im Folgenden eine Liste von Plätzen mit dieser Namensgebung.
- Amstetten: Doktor-Dollfuß-Platz
- Arnsberg: Neumarkt[111]
- Augsburg: Königsplatz[112]
- Bad Mergentheim: Bahnhofsplatz[113]
- Barmstedt: Marktplatz
- Berlin:[114] Reichskanzlerplatz (1904–1933, 1947–1963) – Theodor-Heuss-Platz (seit 1963)
- Bebra: Am Anger
- Bonn:
  - Innenstadt: Friedrichsplatz (1899–1922) – Friedensplatz (1922–1933, seit 1945)
  - Beuel: Beueler Platz – Friedrich-Ebert-Platz – Konrad-Adenauer-Platz
- Braunsberg: bis 1933 Vorstädtischer Markt, nach Kriegsende zuerst in Skowroński-Platz, nach 1990 in plac Józefa Piłsudskiego benannt
- Braunschweig: Adolf-Hitler-Platz hieß vor dem 6. November 1937 Friedrich-Wilhelm-Platz und wurde nach Kriegsende wieder in Friedrich-Wilhelm-Platz zurück benannt[115]
- Bremen
  - Hemelingen: Rathausplatz
  - Lesum: An der Lesumer Kirche
- Bruchsal: Holzmarkt[116]
- Brühl: Markt[117]
- Brno / Brünn, nach 1945: Lažanského náměstí 1946: náměstí Rudé armády, ab 1990: Moravské náměstí[118]
- Celle: Unionsplatz, später Albrecht Thaerplatz[119]
- Chemnitz: Königsplatz – Theaterplatz
- Cuxhaven: Kaemmererplatz
- Darmstadt: Luisenplatz
- Datteln: Heutiger Neumarkt
- Dessau: Albrechtsplatz
- Dornbirn: Marktplatz
- Dresden: Geplanter Platz auf dem Gauforum in den Güntzwiesen; Theaterplatz
- Düsseldorf: Graf-Adolf-Platz
- Eger: Marktplatz
- Eckernförde: Gänsemarkt
- Eisenach: Markt
- Elten: Markt[120]
- Enns: Hauptplatz
- Erkelenz: Johannismarkt[121][122]
- Essen: Burgplatz
- Esslingen: Marktplatz
- Fellbach: Stuttgarter Platz[123]
- Forst (Lausitz): Platz im Stadtteil Berge, heute Zasieki, zu Brody (Lebus) gehörend
- Frankfurt/Oder (unbenannt, bis 1990 Platz der Deutsch-Sowjetischen Freundschaft)
- Franzensbad: Náměsti Míru
- Freital-Potschappel: Platz der Jugend 1938
- Fulda: bis 1933 Friedrichsmarkt, heute Unterm Heilig Kreuz[124]
- Gelsenkirchen: Rathausplatz
- Gera: Puschkinplatz
- Göttingen: Theaterplatz
- Graz:
  - Innere Stadt: Hauptplatz
  - Andritz: Andritzer Hauptplatz
  - Gösting: Schloßplatz
  - Mariatrost
- Günzburg: Marktplatz
- Hamburg:
  - Altstadt: Rathausmarkt
  - Altona: Platz der Republik
- Hannover:
  - Adolf-Hitler-Platz – Opernplatz
  - Hermann-Göring-Platz – Corvinusplatz
  - Theaterplatz
- Herne: Friedrich-Ebert-Platz[125]
- Hohenstein-Ernstthal[126]
- Innsbruck: Abschnitt des Rennwegs zwischen Franziskanerbogen und Herrengasse (1934–38: Dollfußplatz)
- Jarotschin, Rynek
- Jena: Jenaplan (bis 1933 Wöllnitzer Platz, 1945–1991 Karl-Marx-Platz, 1991–2010 Petersenplatz)
- Iglau: Masarykovo náměstí
- Iserlohn: Alter Rathausplatz
- Ingolstadt: davor Gouvernementsplatz, heute Rathausplatz[127]
- Karlsruhe: Marktplatz[128]
- Kassel: Brüder-Grimm-Platz
- Kempten (Allgäu): heute Audogarplatz
- Kiel: Neumarkt/Rathausplatz
- Ketsch[129]
- Klagenfurt: Neuer Platz
- Köln: Platz der Republik (1923–1933) – Deutscher Platz (1945–1950) – Ebertplatz (seit 1950)
- Königsberg (Preußen): Hansaplatz, heute Siegesplatz (Kaliningrad)
- Korneuburg: Hauptplatz
- Krakau: Rynek Główny
- Kutno: Plac Marszałka Józefa Piłsudskiego
- Kyritz: Marktplatz[130]
- Landshut: Dreifaltigkeitsplatz
- Lechenich: Markt
- Lengerich: Rathausplatz
- Leoben: Hauptplatz
- Leverkusen[131]
- Limburg a.d. Lahn: Neumarkt
- Linz: Hauptplatz[132]
- Lienz: Hauptplatz (1938[133] –1945[134])
- Lübeck: davor und danach Holstentorplatz
- Marburg: Friedrichsplatz
- Mariazell: Hauptplatz
- Merkendorf: Sportplatz
- Mödling: Freiheitsplatz
- Monheim am Rhein: Rathausplatz
- Mönchengladbach: Rheydter Marktplatz[135]
- Mühldorf am Inn: Stadtplatz
- München (Pasing): Avenariusplatz
- Mülhausen: Place de la Réunion
- Neuruppin: Schulplatz (südlicher Teil)[136]
- Nienburg/Weser: Goetheplatz
- Nörvenich: Marktplatz
- Nordhausen: Markt[137]
- Nossen: Platz auf dem Rodigt[138]
- Nürnberg: Hauptmarkt[139]
- Nürtingen: Schillerplatz
- Oberhausen: Friedensplatz
- Ochsenberg: Lindenplatz
- Offenburg: Hauptstraße[140]
- Oftersheim: Rathausplatz[141]
- Oldenburg: Teil der Hindenburgstraße, 1933–1945 Adolf-Hitler-Platz, dann wieder Teil der Hindenburgstraße, ab ca. 1953 Theodor-Tantzen-Platz.
- Osnabrück: Neumarkt
- Potsdam: Schillerplatz
  - Stadtteil Babelsberg: Teil der Kopernikusstraße, bis 1945 Bezeichnung der Grünanlage zwischen Althoffstraße und Yorckstraße
- Ravensburg: Marienplatz
- Remscheid: Theodor-Heuss-Platz
- Ried im Innkreis: Hauptplatz
- Riedlingen: heute der namenlose Platz vor der Johann-Christian Schule, angrenzend an die Kirchstraße
- Roßlau (Elbe): Anhaltiner Platz
- Rostock - Warnemünde: Kirchenplatz[142]
- Rottweil: Stadtgraben Park
- Rudolstadt: Bahnhofsplatz[143]
- Salza (Nordhausen): Ebertplatz[144]
- Salzburg: Makartplatz
- Sankt Andreasberg: Friedrich-Ebert-Platz[145]
- Schwerin: Demmlerplatz
- Siegburg: Marktplatz[146]
- Sindelfingen: 1936–1945[147] (bis 1936 und 1945–1982 Rathausplatz, seit 1982 Marktplatz[148])
- Solingen: Schlagbaum
- St. Pölten: Rathausplatz[149]
- Straßburg: Place Broglie
- Stuttgart:
  - Birkach: Bei der Linde
  - Stammheim
- Teplice (Böhmen), der Marktplatz (Tržní náměstí) wurde 1939 zum Adolf Hitler-Platz, nach 1945 zum Stalinplatz, später zum Karl Marx-Platz und seit 1990 heißt er Náměstí Svobody, „Freiheitsplatz“.[150]
- Tirschenreuth: Maximilianplatz
- Trier: Porta-Nigra-Platz
- Troisdorf:
  - Sieglar: Marktplatz
- Tuttlingen: Uhlandplatz
- Ulm: Bahnhofsplatz[151]
- Velden am Wörther See: Karawankenplatz
- Villach: Hauptplatz
- Vlotho: Platz vor dem Rathaus[101]
  - Ortsteil Exter[101]
- Vöcklabruck: Stadtplatz
- Vorsfelde: Roßplatz[152]
- Waidhofen an der Thaya:[153]
- Waidhofen an der Ybbs: Oberer Stadtplatz [?][154]
- Waldmünchen: Marktplatz
- Waltrop: Rathausplatz (Münsterstraße)
- Wanne-Eickel: Eickeler Markt[155]
- Warschau: Plac Marszałka Józefa Piłsudskiego
- Warstein: Marktplatz[156]
- Weimar: Karl-Marx-Platz – Weimarplatz
- Weißwasser/Oberlausitz: zuvor: Wilhelmsplatz, später: Platz der Roten Armee, jetzt Marktplatz
- Wels: Stadtplatz

- Wien:

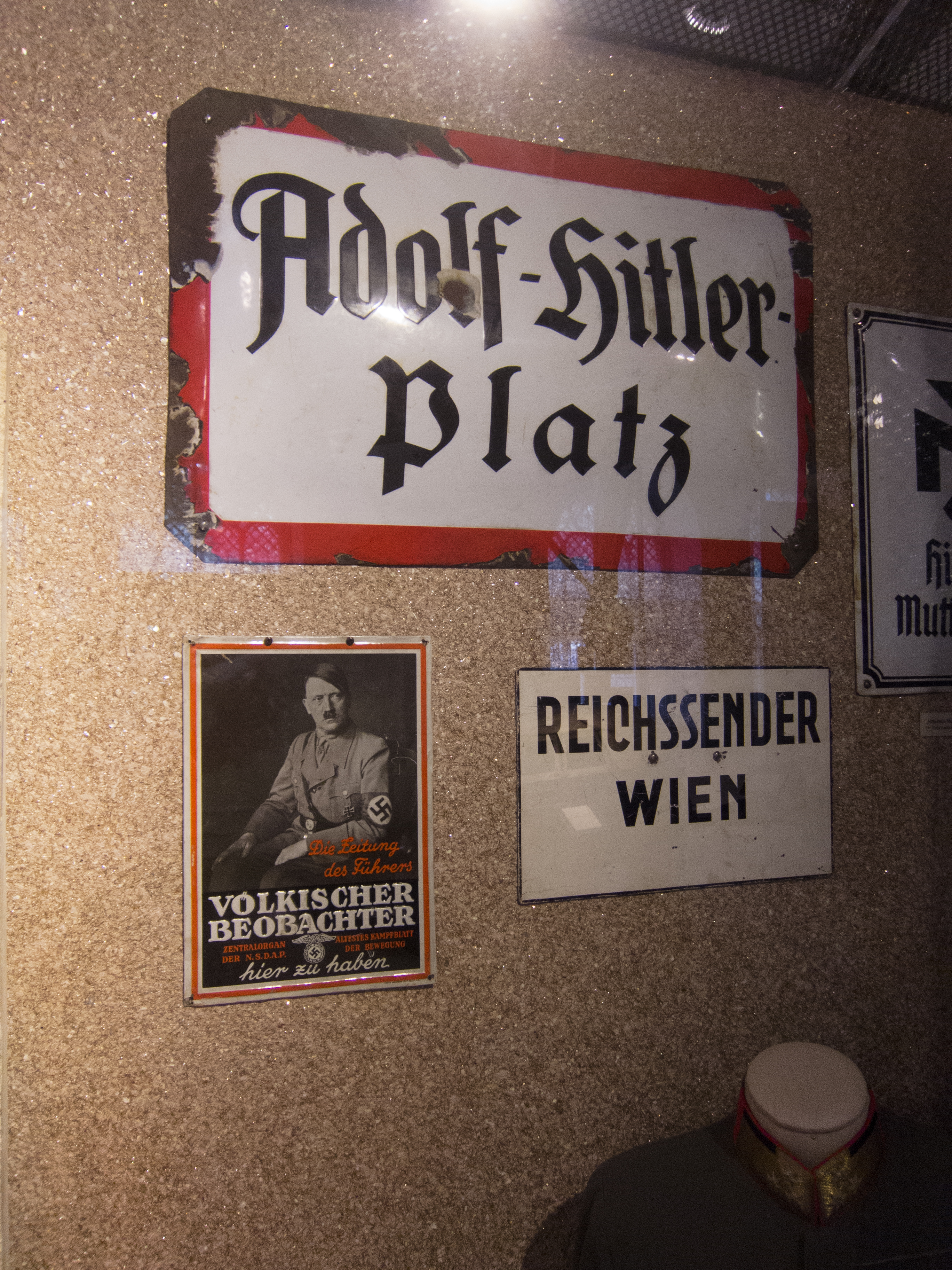
Straßenschild Adolf-Hitler-Platz im Heeresgeschichtlichen Museum Wien

  - Innere Stadt: Rathausplatz – Dr.-Karl-Lueger-Platz (1907–1926) – Rathausplatz (1926–1933, seit 1945)
  - Inzersdorf: Inzersdorf Kirchenplatz
  - Kalksburg: Kalksburg-Kirchenplatz
  - Mauer: Maurer Hauptplatz
  - Weidlingau: Karl-Seitz-Platz (1945–1966) – Josef-Palme-Platz (seit 1966)
- Wiener Neustadt: Hauptplatz
- Wiesbaden: Schlossplatz
- Wildflecken (Rhön-Kaserne): Hauptplatz (bis 1945 Adolf-Hitler-Platz, danach bis 1994 Eisenhower-Platz)
- Willich: Marktplatz[157]
- Wuppertal: geplanter Platz an der Grenze von Barmen und Elberfeld
- Žatec (Hopfenstadt Saaz) in Nordwestböhmen hatte 1939 bis 1945 ihren Adolf-Hitler-Platz anstelle des Ringplatzes, heute Náměstí Svobody.[158]
- Zell am See: Stadtplatz
- Ziegelhausen: Drehscheib[159]
- Zweibrücken: Schlossplatz[160]
- Zwiesel: Stadtplatz[161]
- Zwickau:[162]
  - Südplatz
  - Wilhelm-Stolle-Platz

## Weitere ähnliche Benennungen
- Aue (Sachsen): Die heutige Bahnhofsbrücke wurde am 5. Juni 1937 unter dem Namen ‚Adolf-Hitler-Brücke‘ dem Verkehr übergeben.
- Bremen: Die zweite Große Weserbrücke (1895 bis 1961) wurde am 1. April 1933 auf den Namen „Adolf-Hitler-Brücke“ getauft. Etwas mehr als sechs Jahre darauf, am 1. Juli 1939, übertrug man diesen Namen auf die neu errichtete Westbrücke. Die Große Weserbrücke erhielt stattdessen den Namen „Lüderitzbrücke“.
- Braunschweig:
  - Adolf-Hitler-Wall hieß vor dem 6. November 1937 Bruchtorwall bzw. Kalenwall und wurde nach Kriegsende wieder in Bruchtorwall zurück benannt[115]
  - Gliesmarode: Adolf-Hitler-Ring hieß vor dem 1. Januar 1935 Am Hasselteich und wurde nach Kriegsende wieder in Am Hasselteich zurück benannt
- Eilenburg: Die Nordpromenade wurde 1933 in Adolf-Hitler-Ring umbenannt. Seit 1945 heißt diese Straße Nordring.
- Flensburg: Die Bahnhofsanlagen vor dem Flensburger Bahnhof wurden im Mai 1935 nach dem Willen des nationalsozialistischen Oberbürgermeisters Wilhelm Sievers als „Adolf-Hitler-Anlagen“ benannt (vgl. Carlisle-Park). Der Beschluss wurde im Mai 1945 aufgehoben.[163][164]
- Frankfurt am Main:
  - Adolf-Hitler-Brücke (Untermainbrücke)[165]
  - Adolf-Hitler-Anlage (Gallusanlage)[166]
- Gießen: Hitler-Wall (heute „Ostanlage“)[167]
- Gießhübl: Adolf-Hitler-Gasse[168]
- Grevenbroich: Adolf-Hitler-Allee, heute Lindenstraße.[169]
- Halle (Saale): Adolf-Hitler-Ring (heute Hansering)[170]
- Itzehoe: Adolf-Hitler-Park (danach Stadtpark, heute Cirencester-Park nach einer Partnerstadt von Itzehoe). Der Park ist heute ein Kulturdenkmal.
- Jüterbog: Adolf-Hitler-Lager (Forst Zinna)
- Koblenz: Adolf-Hitler-Brücke (heute Europabrücke), Einweihung und Verkehrsübergabe 22. April 1934
- Köln: Adolf-Hitler-Brücke (heute Rheinbrücke Köln-Rodenkirchen), gebaut 1938 bis 1941
- Krefeld: Adolf-Hitler-Brücke (heute Krefeld-Uerdinger Brücke) (B 288), Baubeginn 1933, am 7. Juni 1936 eingeweiht durch Rudolf Heß.
- Offenbach am Main: Adolf-Hitler-Ring (zuvor und wieder seit 1945 August-Bebel-Ring)[171]
- Magdeburg: Sternbrücke 14. Juni 1922 als ‚Sternbrücke‘ eingeweiht; im März 1925 in ‚Friedrich-Ebert-Brücke‘, im Mai 1933 in ‚Adolf-Hitler-Brücke‘ umbenannt.
- Mannheim: die Friedrich-Ebert-Brücke (eingeweiht 23. Dezember 1926); während der Zeit des Nationalsozialismus wurde sie in ‚Adolf Hitler-Brücke‘ umbenannt; am 27. März 1945 vor dem Einmarsch der US-Truppen von der Wehrmacht gesprengt
- Munster: Adolf-Hitler-Damm, heute Wilhelm-Bockelmann-Straße und die „Haupteinkaufsstraße“.
- Northeim: Adolf-Hitler-Wall, heute Friedrich-Ebert-Wall.[172]
- Oberndorf am Neckar: Adolf-Hitler-Siedlung (heute Lindenhof)
- Regensburg: Nibelungenbrücke (16. Juli 1938 getauft in ‚Adolf-Hitler-Brücke‘, 23. April 1945 gesprengt)
- Schramberg: ab 1934 Adolf-Hitler-Haus und Adolf-Hitler-Park, heute Villa Junghans und Park der Zeiten
- Schwetzingen: Adolf-Hitler-Anlage (heute Bahnhofanlage)[173]
- Stendal: Adolf-Hitler-See (1935–1945), Stadtsee (1945–1948), Stalin-See (1948–1961), Stadtsee (1961-heute)
- Straubing: Stadtgraben: Adolf-Hitler-Ring
- Ulm: Adolf-Hitler-Ring (zuvor Promenade, Adolf-Hitler-Straße und Olgastraße, heute Promenade, Friedrich-Ebert-Straße, Olgastraße und Schwambergerstraße)
- Wackersberg: Hitler-Berg (zuvor und seit 1945 wieder Heigelkopf)[174]